# Estação Barreiros
A Estação Barreiros é uma das estações do VLT da Baixada Santista, situada em São Vicente, seguida da Estação Mascarenhas de Moraes. Administrada pela ARTESP. é uma das estações terminais do sistema.
Foi inaugurada em 31 de janeiro de 2017. Localiza-se no cruzamento da Avenida Martins Fortes com a Rua Professora Eulina Trindade. Atende o bairro da Esplanada dos Barreiros, situado na Área Insular da cidade.